# Heilig-Geist-Kirche (Bytom)

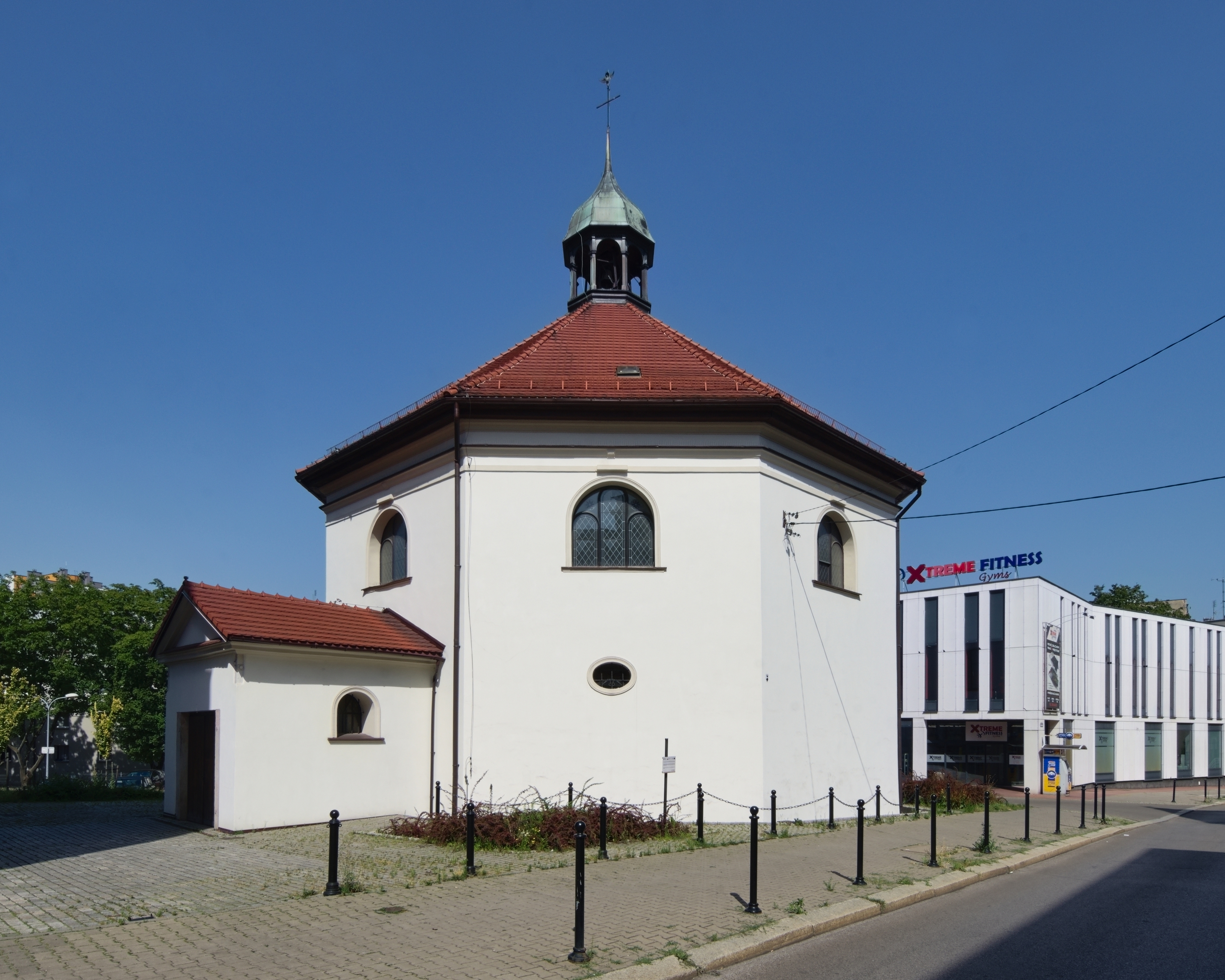
Außenansicht

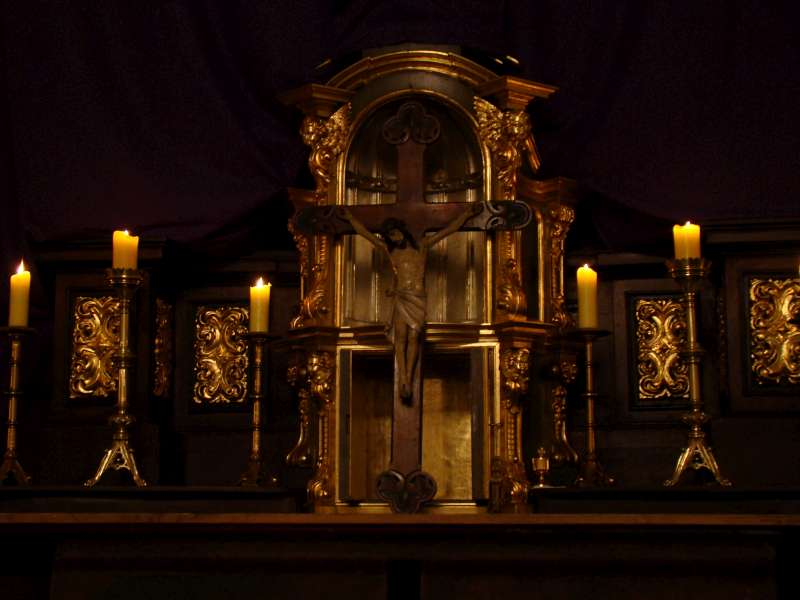
Altar

Die Heilig-Geist-Kirche (auch Heilig-Geist-Kapelle, Hospitalkirche und Spirituskapelle) in der Innenstadt der oberschlesischen Stadt Bytom (Beuthen O.S.) ist eine römisch-katholische Filialkirche im barocken Stil aus dem 18. Jahrhundert. Die Kirche wurde als Zentralbau mit einem achteckigen Grundriss massiv erbaut und ersetzte ihren Vorgängerbau aus Holz. Auf dem Dach befindet sich eine Laterne. Sie gehört zur katholischen Gemeinde St. Maria in Bytom und ist denkmalgeschützt.
Sie war Teil des Hospitals zum heiligen Geist.

## Geschichte
Seit dem 13. Jahrhundert betrieb auf dem Gelände der Ritterorden vom Heiligen Grab (Kreuzherren) ein Kloster. Dazu entstand eine hölzerne Kapelle, an der sich auch ein Klostergarten befand. Sie wurde 1299 erstmals erwähnt. Diese wurde von 1721 bis 1732 durch einen barocken Neubau ersetzt. Mit der Säkularisation 1810 in Preußen wurde das Kloster des Ordens vom Heiligen Grab aufgelöst und die Heilig-Geist-Kirche zur Filialkirche. Das Gelände wurde zudem als Hospital genutzt, das von Borromäerinnen geleitet wurde.
Von 1859 bis 1863 ließ Fürstbischof Heinrich Förster das Hospital durch einen Neubau ersetzen.
Bei archäologischen Ausgrabungen des Oberschlesischen Museums wurden bis 2020 einige Gegenstände, wie mittelalterlicher Schmuck und Münzen (ein Elbinger Schilling und ein Kreuzer Friedrichs des Großen), sowie ein Friedhof entdeckt, von dem fünf Grabstätten freigelegt wurden.